# Duwajr az-Zajtun
Duwajr az-Zajtun (arab. دوير الزيتون) – wieś w Syrii, w muhafazie Aleppo. W 2004 roku liczyła 205 mieszkańców.